# Asswiller
Asswiller település Franciaországban, Bas-Rhin megyében. Lakosainak száma 269 fő (2022. január 1.). Asswiller Durstel, Ottwiller, Drulingen, Petersbach, Struth és Tieffenbach községekkel határos.

## Népesség
A település népességének változása:
| Lakosok száma | 297  | 287  | 285  | 276  | 270  | 274  | 272  | 271  | 269  |
|               | 2013 | 2015 | 2016 | 2017 | 2018 | 2019 | 2020 | 2021 | 2022 |